# 温菲尔德 (路易斯安那州)
温菲尔德（英語：Winnfield），是美国路易斯安那州下属的一座城市。根据2010年美国人口普查，该市有人口4,840人。建置上，属于“city”。

## 地理
溫菲爾德的海拔為128英尺（39.0）。根據美國人口普查局的數據，全市總面積為3.3平方英里（8.6平方公里）。